# Another One Bites the Dust
«Another One Bites the Dust» (в переводе с англ. — «Ещё один повержен в прах») — песня английской рок-группы Queen из альбома The Game. Написана басистом группы Джоном Диконом. Песня стала одной из популярнейших у группы, особенно в США, где она возглавила сразу три чарта, а сингл песни с композицией «Dragon Attack» на стороне «Б» (в США и Японии с песней «Don’t Try Suicide») стал самым продаваемым синглом группы как в Америке, так и во всём мире.

## Исторические факты
Песня во многом известна благодаря своей бас-линии, которая была создана Диконом под влиянием песни «Good Times» диско-группы Chic. В своём интервью журналу New Musical Express один из основателей группы, Бернард Эдвардз, сказал:
Скажем, эта запись Queen появилась вследствие того, что тот басист [Джон Дикон]… провёл с нами какое-то время в нашей студии. Но это не проблема. Проблема в том, что в прессе начались разговоры, что это мы содрали у них! Можете себе представить? «Good Times» вышла более чем на год раньше, но для этих людей [прессы] было немыслимо, что чёрные музыканты могут быть такими новаторами. Для них мы просто тупые «дисковушники», передравшие песню в стиле рок-н-ролл. Оригинальный текст (англ.)Well, that Queen record came about because that bass player... spent some time hanging out with us at our studio. But that's O.K. What isn't O.K. is that the press... started saying that we had ripped them off! Can you believe that? 'Good Times' came out more than a year before, but it was inconceivable to these people that black musicians could possibly be innovative like that. It was just these dumb Disco guys ripping off this Rock 'n' Roll song.
Запись песни проходила с марта по май 1980 года на студии «Musicland Studios» в Мюнхене. Дикон играл на большинстве инструментов: на бас-гитаре, пианино, двух гитарах, а также создавал хлопки руками. В песне не использовались синтезаторы, как это может показаться сначала. Все звуковые эффекты были записаны с помощью гитар и пианино. В начале были записаны ударные. Дикон хотел, чтобы ударник Роджер Тейлор играл постоянно повторяющееся семплирование, несмотря на его протест. После этого Дикон записал свою партию на бас-гитаре Music Man StingRay, одновременно с ней были записаны хлопки рук. Далее была записана партия Брайана Мэя и Дикона на электрогитарах, которая в основном вторит партии басов на две октавы выше или начинает и заканчивает куплеты. Также Мэй с помощью своей же гитары записал среднюю часть песни, которая идёт после второго припева. После гитар Фредди Меркьюри, Дикон и продюсер Райнхольд Мак записали партию пианино, которая звучит в шести местах песни. Под конец песни Меркьюри записал вокальную партию. Вначале группа не планировала выпустить сингл песни, но, как заявили Мэй и Тейлор на радио в программе «In the Studio with Redbeard», после одного из концертов группы Майкл Джексон посоветовал им это сделать.
Песня стала единственной у группы, которая была номинирована на премию Грэмми в номинации «Лучшее вокальное рок-исполнение дуэтом или группой», правда, премию тогда выиграл певец Боб Сигер с песней «Against the Wind». Песня стала первой британской песней, которая возглавила американский чарт Billboard сразу в трёх категориях — Диско, Рок/Поп и R&B. Также она получила платиновую сертификацию в ноябре 1980 года, а бас-линия песни оказалась на первом месте в списке ста лучших бас-линий рок-музыки. По словам Брайана Мэя, «Another One Bites the Dust» является самой коммерчески успешной песней за всю историю группы.
Она была также включена в сборник Greatest Hits в 1981 году.
Благодаря успеху «Another One Bites the Dust» группа решила написать следующий альбом Hot Space в таком же танцевальном стиле.
В 1998 году Вайклеф Джин, Pras и Free записали с Queen кавер-версию песни. Она была выпущена в качестве сингла и включена в сборник Greatest Hits III.

## Концертные выступления
Песня исполнялась на всех турах группы в поддержку альбомов от The Game до A Kind of Magic и игралась практически на всех концертах. Во время исполнения песни сцена обычно не освещалась, свет направлялся только на музыкантов. Дикон играл только на бас-гитаре. Различные аудиоэффекты, которые присутствуют в студийной версии песни, практически не игрались на концертах, и середина песни, которая только из них состоит, включала в себя только бас-линию и партию ударных. Всю песню пел Меркьюри, однако иногда на припевах к нему присоединялся Тейлор. Некоторые части песни исполняли зрители.
Песня была включена и в тур проекта Queen + Paul Rodgers. Партию басов вместо Дикона играл басист Дэнни Миранда. Песня имеет несколько отличий от её же исполнения в 1980-х годах. Середина песни имеет аудиоэффекты, и во время неё Пол Роджерс вместе со зрителями поёт припев.

## Видеоклип
Видеоклип к песне снял режиссёр Даниэлла Грин. Съёмки проходили 9 августа 1980 года в районе Реюньон города Даллас. В клипе группа исполняет песню, имитируя живое выступление.

## Обложки сингла
В большинстве стран использовалась одна и та же обложка (см. выше). На ней изображён кадр со съёмок видеоклипа «Play the Game». В Швеции, Японии, Португалии и во Франции (только у 12-дюймовой пластинки) у сингла были другие обложки.
- На обложке французской 12-дюймовой пластинки изображена стандартная обложка из большинства стран и большая буква «Q», символизирующая группу.
- Обложкой шведского сингла является чёрно-белое изображение с сингла «Play the Game».
- На японской обложке находятся фотографии музыкантов в костюмах с обложки сингла «Play the Game».
- На португальской обложке показаны члены группы с японской обложки, держащие изображения других музыкантов.

## Концертные записи
CD:
- Live Magic (1986)
- Live at Wembley ’86 (1992)
- Queen on Fire – Live at the Bowl (2004)
- Return of the Champions (2005)
- Queen Rock Montreal (2007)
- Hungarian Rhapsody: Queen Live in Budapest (2012)
- Live Around the World[англ.] (2020)

DVD:
- We Will Rock You (1981)
- Queen at Wembley (1990)
- We Are the Champions: Final Live in Japan (2002)
- Return of the Champions (2005)
- Super Live in Japan (2006)
- Queen Rock Montreal (2007)
- Live Around the World[англ.] (2020)

## Чарты
| Позиция | 54 | 18 | 10 | 07 | 08 | 16 | 23 | 36 | 58 |

| Billboard Hot 100 с 16 августа 1980 года | Billboard Hot 100 с 16 августа 1980 года | Billboard Hot 100 с 16 августа 1980 года | Billboard Hot 100 с 16 августа 1980 года | Billboard Hot 100 с 16 августа 1980 года | Billboard Hot 100 с 16 августа 1980 года | Billboard Hot 100 с 16 августа 1980 года | Billboard Hot 100 с 16 августа 1980 года | Billboard Hot 100 с 16 августа 1980 года | Billboard Hot 100 с 16 августа 1980 года | Billboard Hot 100 с 16 августа 1980 года | Billboard Hot 100 с 16 августа 1980 года | Billboard Hot 100 с 16 августа 1980 года | Billboard Hot 100 с 16 августа 1980 года | Billboard Hot 100 с 16 августа 1980 года | Billboard Hot 100 с 16 августа 1980 года | Billboard Hot 100 с 16 августа 1980 года | Billboard Hot 100 с 16 августа 1980 года | Billboard Hot 100 с 16 августа 1980 года | Billboard Hot 100 с 16 августа 1980 года | Billboard Hot 100 с 16 августа 1980 года | Billboard Hot 100 с 16 августа 1980 года | Billboard Hot 100 с 16 августа 1980 года | Billboard Hot 100 с 16 августа 1980 года | Billboard Hot 100 с 16 августа 1980 года | Billboard Hot 100 с 16 августа 1980 года | Billboard Hot 100 с 16 августа 1980 года | Billboard Hot 100 с 16 августа 1980 года | Billboard Hot 100 с 16 августа 1980 года | Billboard Hot 100 с 16 августа 1980 года | Billboard Hot 100 с 16 августа 1980 года | Billboard Hot 100 с 16 августа 1980 года |
| Неделя                                   | 01                                       | 02                                       | 03                                       | 04                                       | 05                                       | 06                                       | 07                                       | 08                                       | 09                                       | 10                                       | 11                                       | 12                                       | 13                                       | 14                                       | 15                                       | 16                                       | 17                                       | 18                                       | 19                                       | 20                                       | 21                                       | 22                                       | 23                                       | 24                                       | 25                                       | 26                                       | 27                                       | 28                                       | 29                                       | 30                                       | 31                                       |
| ---------------------------------------- | ---------------------------------------- | ---------------------------------------- | ---------------------------------------- | ---------------------------------------- | ---------------------------------------- | ---------------------------------------- | ---------------------------------------- | ---------------------------------------- | ---------------------------------------- | ---------------------------------------- | ---------------------------------------- | ---------------------------------------- | ---------------------------------------- | ---------------------------------------- | ---------------------------------------- | ---------------------------------------- | ---------------------------------------- | ---------------------------------------- | ---------------------------------------- | ---------------------------------------- | ---------------------------------------- | ---------------------------------------- | ---------------------------------------- | ---------------------------------------- | ---------------------------------------- | ---------------------------------------- | ---------------------------------------- | ---------------------------------------- | ---------------------------------------- | ---------------------------------------- | ---------------------------------------- |
| Позиция                                  | 67                                       | 50                                       | 28                                       | 23                                       | 09                                       | 03                                       | 03                                       | 01                                       | 01                                       | 01                                       | 02                                       | 02                                       | 04                                       | 04                                       | 04                                       | 04                                       | 03                                       | 03                                       | 07                                       | 14                                       | 14                                       | 20                                       | 30                                       | 47                                       | 54                                       | 67                                       | 70                                       | 96                                       | 96                                       | 98                                       | 98                                       |

| Позиция | 25 | 19 | 15 | 14 | 17 | 24 | 25 | 33 | 33 | 36 | 38 |

| Позиция | 20 | 12 |

| Позиция | 09 | 06 | 09 | 08 | 09 | 10 | 11 | 16 | 19 | 20 |

| Позиция | 14 | 13 | 08 | 08 | 10 | 10 | 11 | 14 | 15 |